# Alexander Jewgenjewitsch Gawrilow
Alexander Jewgenjewitsch Gawrilow (russisch Александр Евгеньевич Гаврилов; englisch Alexander Gavrilov; * 5. Dezember 1943 in Nowosibirsk, Russische SFSR, Sowjetunion) ist ein ehemaliger sowjetischer Eiskunstläufer, der im Paarlauf startete.
An der Seite von Tatjana Schuk wurde Gawrilow 1960 sowjetischer Meister im Paarlauf. Im gleichen Jahr bestritt das Paar seine erste Europameisterschaft und beendete sie auf dem zehnten Platz. 1963 gewannen Gawrilow und Schuk sowohl bei der Europameisterschaft wie auch bei ihrer ersten Weltmeisterschaft die Bronzemedaille, beide Male hinter Marika Kilius und Hans-Jürgen Bäumler und ihren Landsleuten Ljudmila Beloussowa und Oleg Protopopow. Auch im Jahr darauf wiederholte sich das gleiche Ergebnis bei der Europameisterschaft. Bei der Weltmeisterschaft 1964 konnten sie das Ergebnis jedoch nicht wiederholen und wurden Sechste. Die Olympischen Spiele in Innsbruck beendeten sie auf dem fünften Platz.

## Ergebnisse

### Paarlauf
(mit Tatjana Schuk)
| Wettbewerb / Jahr           | 1960 | 1961 | 1962 | 1963 | 1964 |
| --------------------------- | ---- | ---- | ---- | ---- | ---- |
| Olympische Winterspiele     |      |      |      |      | 5.   |
| Weltmeisterschaften         |      |      |      | 3.   | 6.   |
| Europameisterschaften       | 10.  |      |      | 3.   | 3.   |
| Sowjetische Meisterschaften | 1.   |      | 2.   | 2.   |      |